# Weilheim an der Teck

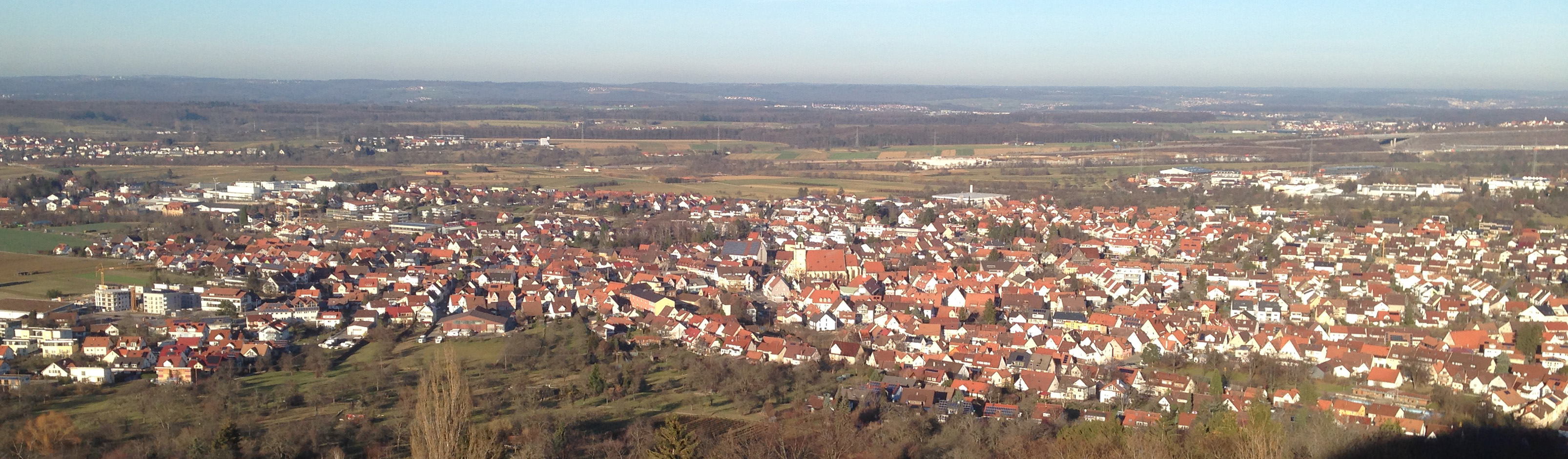
Blick auf Weilheim von der Limburg aus

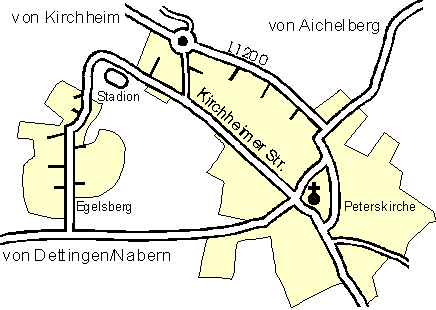
Grundriss von Weilheim an der Teck

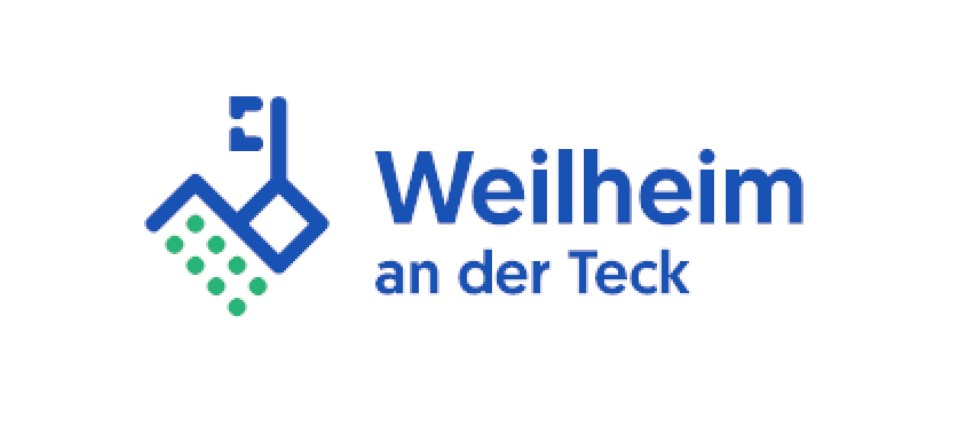
Seit 2022: Stadtlogo Weilheim an der Teck

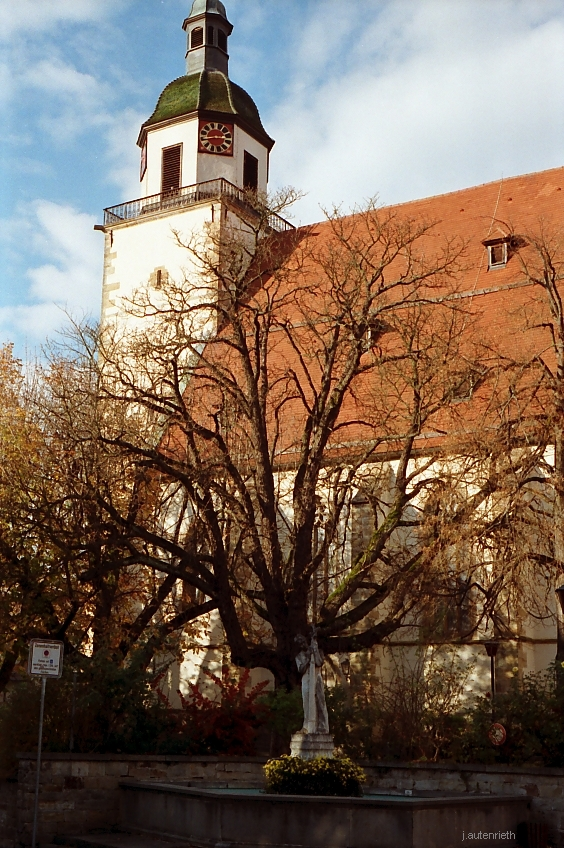
Peterskirche, im Vordergrund der Marktbrunnen von Walter Ostermayer

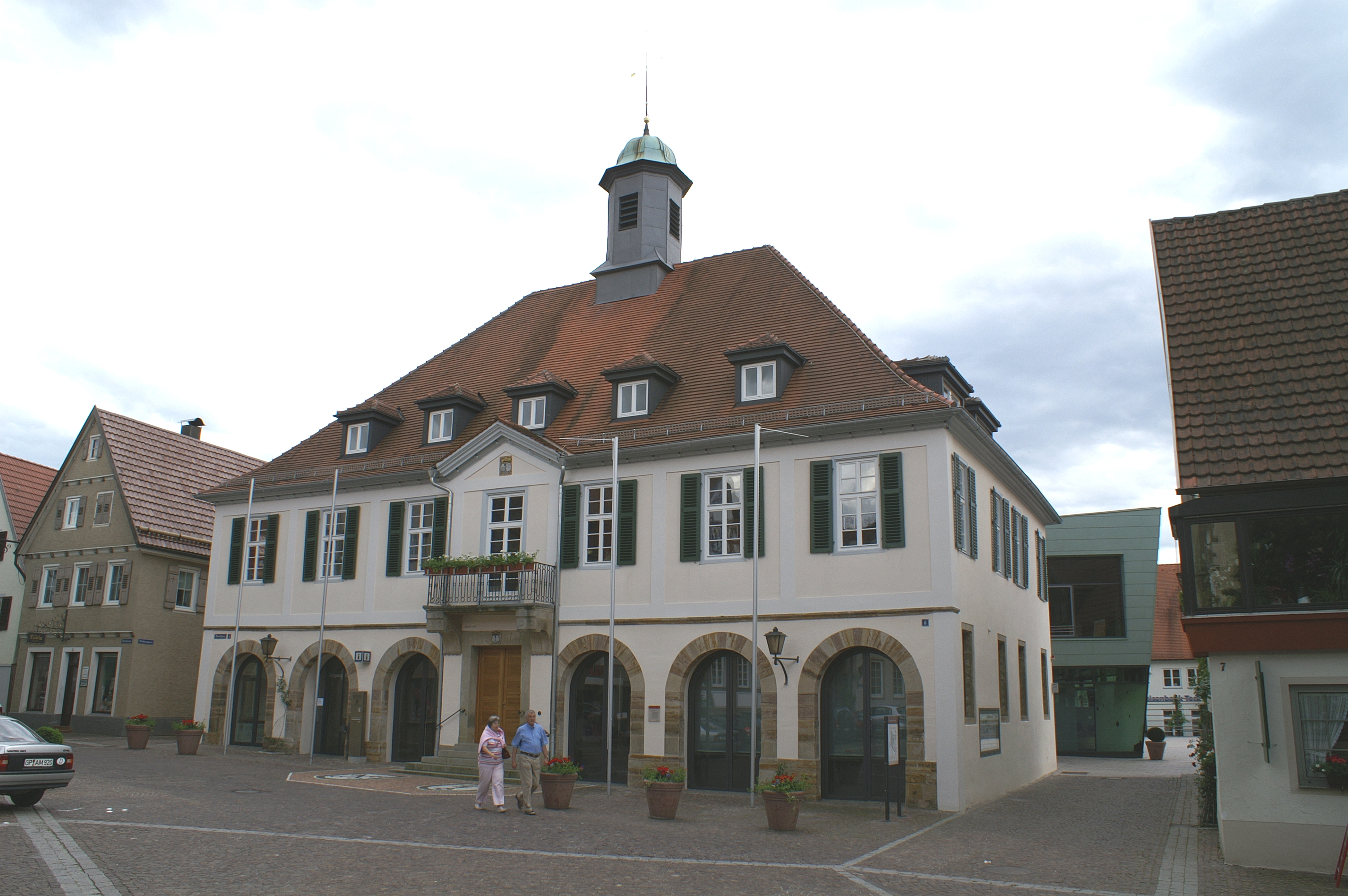
Rathaus in Weilheim

Weilheim an der Teck ist eine schwäbische Zähringerstadt am Fuße der Schwäbischen Alb mit einer über 1200-jährigen Geschichte. Sie gehört zum Landkreis Esslingen in Baden-Württemberg. Die Stadt gehört zur Region Stuttgart (bis 1992 Region Mittlerer Neckar) und zur europäischen Metropolregion Stuttgart. Mit den Gemeinden Bissingen an der Teck, Holzmaden, Neidlingen und Ohmden hat die Stadt Weilheim eine Verwaltungsgemeinschaft vereinbart. 59,3 % der Gemarkung Weilheims liegen im Biosphärengebiet Schwäbische Alb.

## Geographie

### Geographische Lage
Weilheim liegt nördlich des Albtraufs und im Vorland der mittleren Schwäbischen Alb. Diese liegt im schwäbischen Jura und zwar vom Lias eta bis zum Weißjura beta, die Stadt befindet sich dazwischen überwiegend auf dem Braunjura. Zu den Erhebungen gehören die markante Limburg (598 m ü. NN) und der Egelsberg (428 m ü. NN) als Weilheimer „Hausberg“, der im Volksmund auch Bürrle („Bergchen“) genannt wird. Beide sind vulkanischen Ursprungs, ebenso die Tuchbleiche (390 m ü. NN). Auf dem östlich der Stadt gelegenen Albausläufer Wolfscherre (537 m ü. NN) steht gut 50 Meter unter dem Sporngipfel ein Trinkwasserreservoir mit einem 4000 m³ fassenden Hochbehälter. Ein weiterer Ausläufer der Alb ist der südöstlich gelegene Egenfirst (536 m ü. NN). Die höchste Stelle Weilheims liegt auf etwa 800 m ü. NN an der oberen Hangkante des Boslers oder Boßlers beim Erdschliff. Die amtliche Höhe am Rathaus ist 385 m ü. NN.
Der größte Bach ist die Lindach. Sie entspringt in der Nähe der etwa 7 km entfernten Burgruine Reußenstein beim Nachbarort Neidlingen über einem kleinen Wasserfall und fließt mitten durch Weilheim. Nach einem Lauf von fast 17 km mündet sie im Stadtgebiet von Kirchheim unter Teck in die Lauter. Nebenbäche von ihr auf Gemeindemarkung sind der linke Zipfelbach, der im Randecker Maar entspringt und den Stadtteil Hepsisau durchfließt, der Kohlesbach und der Schmiedbach, beide münden von rechts, und als letzter der linke Federnbach. Den Westrand der Markung durchzieht der Ehnisbach, rechter und Haupt-Oberlauf des Windbachs, der weit unterhalb des Gemeindegebietes über den Gießnaubach in Kirchheim-Nabern auch in die Lindach mündet. Ein weiterer Bach, der Lachenbach, fließt aus der Gemarkung zu deren Nordgrenze, auf der hier abschnittsweise der Seebach läuft, der dann Über den Trinkbach ebenfalls weit unterhalb schließlich in die Lindach entwässert.
Die Markflur Weilheims zeigt das für das Albvorland typische Landschaftsbild und wird rege landwirtschaftlich genutzt: Es gibt hier Äcker und Wiesen, Streuobstwiesen, viele Kirschbaumwiesen und an den Hängen der Limburg auch Weinberge. Daneben gehören einige Waldgebiete und Baumschulen zur Gemarkung. Auch sind durchaus noch die für die Schwäbische Alb typischen Wacholderheiden zu finden.

### Stadtgliederung
Neben der Kernstadt gehört zu Weilheim noch der ca. 3,5 km weiter im Süden liegenden Stadtteil Hepsisau mit ca. 750 Einwohnern, der am 1. Januar 1972 eingemeindet wurde. Etwa 3,5 km südöstlich des Stadtgebiets liegt der kleine Weiler Häringen am Ursprung des Häringer Bachs, der linker Oberlauf des Schmiedbachs ist. Weitere alte Aussiedlerhöfe am Fuß des Albaufstiegs sind der südöstlich gelegene Pfundhardthof und die östlich gelegene Herzogenau. Am Reutenberg liegen einzelne alte Villen und Wohnhäuser außerhalb des Siedlungsgebietes verstreut. Westlich von Weilheim liegt am Fuß des gleichnamigen Bergkegels der neu entstandene Stadtteil Egelsberg mit ungefähr 2000 Einwohnern.

### Nachbargemeinden
Folgende Städte und Gemeinden grenzen an die Stadt Weilheim an der Teck:
Holzmaden E im Norden, Aichelberg G im Nordosten, Gruibingen G im Osten, Neidlingen E im Südosten, Bissingen an der Teck E im Südwesten und Westen sowie Kirchheim unter Teck E im Nordwesten.

### Flächenaufteilung
Nach Daten des Statistischen Landesamtes, Stand 2014.

## Geschichte

### Von der Vorgeschichte zum Mittelalter

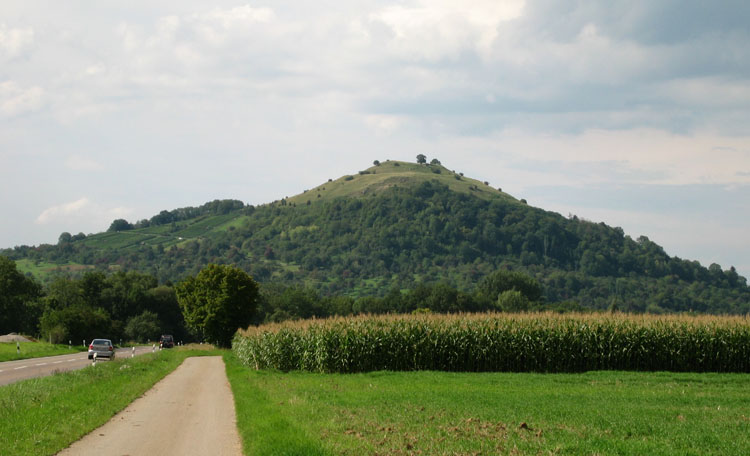
Burgberg der Burg Limburg

Funde aus ur- und frühgeschichtlicher Zeit weisen auf eine sehr frühe Besiedlung des Weilheimer Raumes hin. Die älteste schriftliche Erwähnung des Ortes findet sich am 1. Oktober 769 in einer Schenkungsurkunde des Klosters Lorsch. In den Jahren 1050 bis 1070 gründete Herzog Berthold mit dem Bart aus dem Geschlecht der Zähringer die Burg Limburg und eine Propstei in Weilheim, das während rund 20 Jahren der Hauptsitz der Zähringer blieb. Noch bis 1093 blieb die Propsteikirche Weilheim die Grablege der Familie. Seit dem 1. Oktober 2024 führt Weilheim die offizielle Zusatzbezeichnung „Zähringerstadt“.
Im Jahre 1319 erhob Graf Ulrich von Aichelberg Weilheim zur Stadt, die befestigt wurde und wegen des Marktrechts rasch an Bedeutung gewann. 1334 verkaufte Graf Brun von Kirchberg den Ort für 7.500 Gulden an die Grafen von Württemberg. Um 1370 verpfändeten die Württemberger diesen Besitz an die Herren von Lichtenstein. 1432 wiederum verkauften Peter von Liebenstein und sein Schwiegersohn Kaspar von Schlat die Pfandschaftsrechte an Hans von Wernau. Dieser übertrug das Pfand später an seinen Vetter Eitel. Von dessen Söhnen löste Württemberg die Pfandschaft 1478 schließlich wieder aus.
1461 verwüstete ein Stadtbrand den Siedlungskern. 1489 wurde anstelle einer Kirche von 1089 die Peterskirche mit ihrer reichhaltigen Ausstattung im spätgotischen Stil erbaut.

### Frühe Neuzeit
1534 befahl der evangelische Herzog Ulrich, dass Württemberg und damit auch Weilheim von nun an evangelisch sein sollte. In den Jahren 1634 bis 1638 wütete die Pest in der Stadt, wobei 1505 Personen starben. 1647 plünderten während des Dreißigjährigen Kriegs schwedische Truppen den Ort.

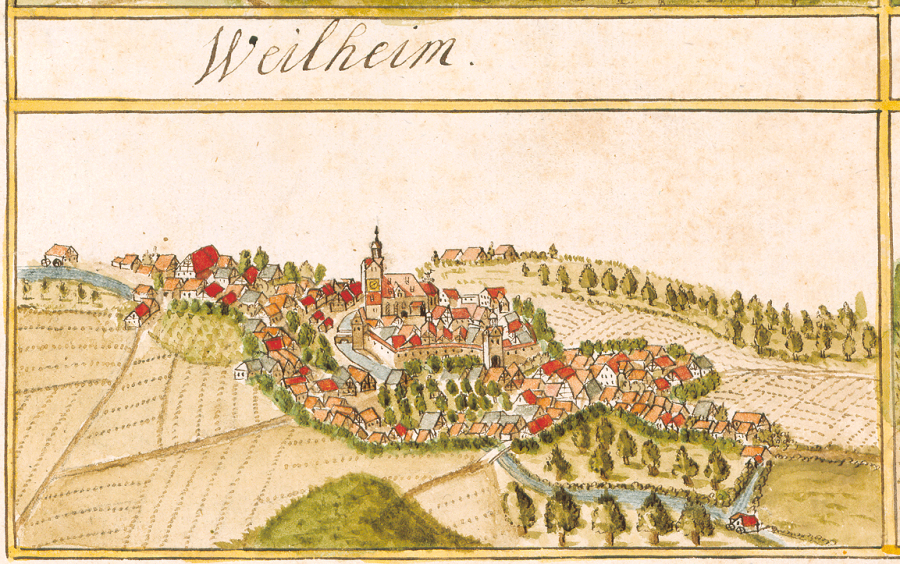
Weilheim 1683, Forstlagerbuch von Andreas Kieser
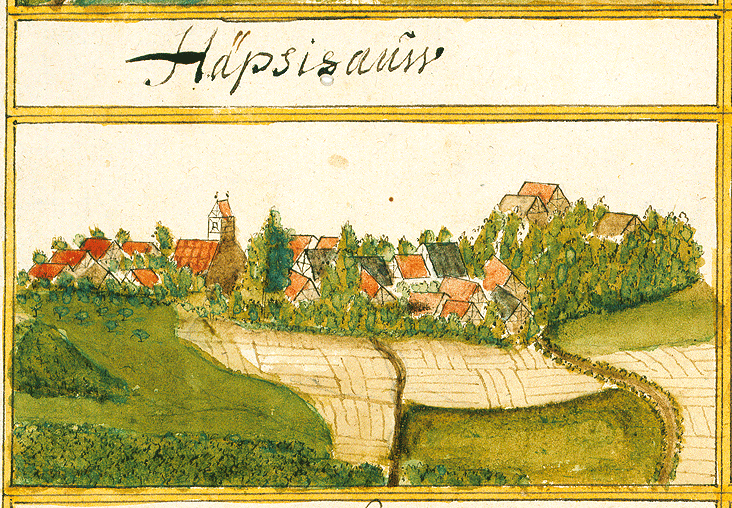
Hepsisau 1683
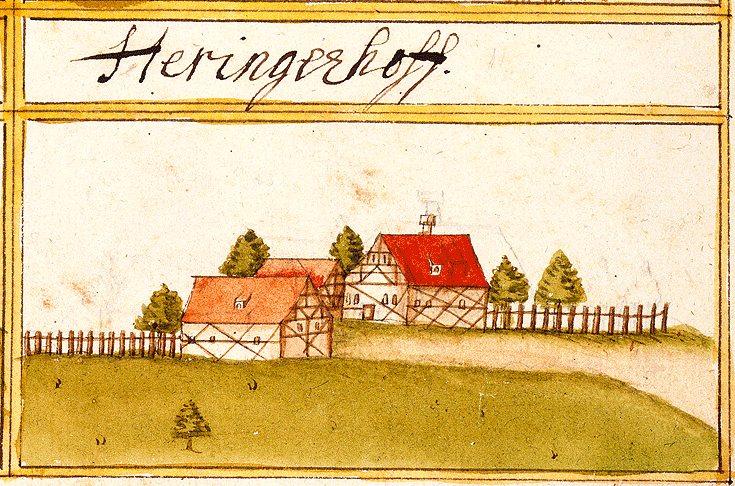
Häringen 1683
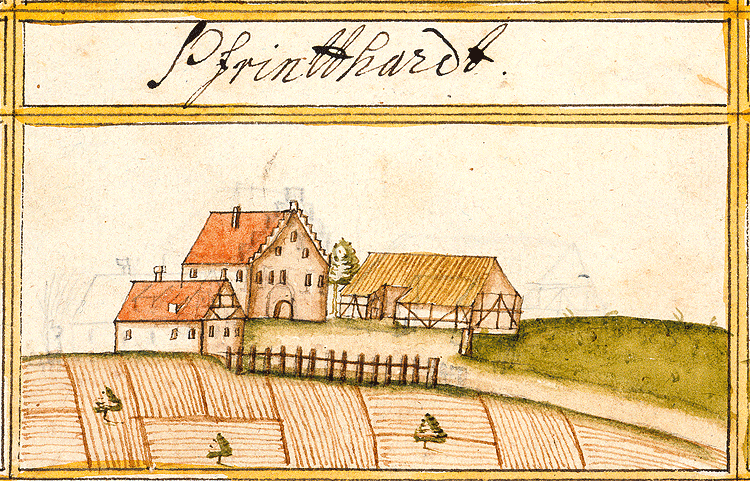
Pfundhard 1683

1777 entstand am Marktplatz der Altbau des Rathauses.

### 19. Jahrhundert
Bei der Umsetzung der neuen Verwaltungsgliederung im Königreich Württemberg zu Anfang des 19. Jahrhunderts blieb Weilheim dem Oberamt Kirchheim zugeordnet.
Am Ende des 19. Jahrhunderts setzte zögernd die industrielle Entwicklung ein. 1858 wurde die Post Kirchheim-Weilheim eingerichtet, 1884 entstand eine Weberei, der erste größte Industriebetrieb, und im Jahre 1908 wurde die Bahnstrecke Kirchheim (Teck) Süd–Weilheim (Teck) in Betrieb genommen, auf der der Personenverkehr am 25. September 1982 eingestellt wurde, im Jahre 1986 dann auch der Güterverkehr.

### 20. und 21. Jahrhundert
Von 1922 bis 1924 wurde die städtische Wasserversorgung durch Wasserleitungen eingerichtet.
Von 1934 bis 1937 wurde die Autobahn A 8 gebaut, die ganz im Norden die Gemarkung durchzieht. Die Verwaltungsreform während der NS-Zeit in Württemberg führte 1938 zur Zugehörigkeit Weilheims zum Landkreis Nürtingen. Am Bosler, einem Felsen am Albtrauf, verunglückten seit 1940 mehrere Flugzeuge durch Aufprall auf den abrupt ansteigenden Berg.
Nach dem Zweiten Weltkrieg gehörte Weilheim zum Land Württemberg-Baden in der Amerikanischen Besatzungszone. Mit der Gründung Baden-Württembergs 1952 wurde Weilheim Bestandteil des heutigen Bundeslandes. Durch die Kreisreform in Baden-Württemberg 1973 gelangte Weilheim zum Landkreis Esslingen. Im Jahre 1975 wurde eine Verwaltungsgemeinschaft mit den Gemeinden Bissingen, Holzmaden, Neidlingen und Ohmden eingerichtet.
2009 erhielt das Rathaus einen modern gestalteten Anbau mit einer Tiefgarage.

### Eingemeindungen
Am 1. Januar 1972 wurde die Gemeinde Hepsisau nach Weilheim eingemeindet. Das 1952 angenommene Wappen der Altgemeinde zeigt in Blau einen goldenen Schrägrechtsbalken, belegt mit einem natürlichen Kirschenzweig. Hepsisau liegt rund 4 Kilometer von Weilheim entfernt direkt am Albtrauf und hat heute rund 750 Einwohner. Während der Ortsadel, die Herren von Hepsisau, bereits 1237 und 1241 urkundlich nachgewiesen ist, tritt die Gemeinde selbst erstmals 1504 in Erscheinung. Weit über die Kreisgrenzen hinaus bekannt ist das in der Trägerschaft des Landkreises Esslingen stehende Schullandheim Lichteneck.

### Religion
Seit der Reformation war Weilheim evangelisch geprägt. Es gibt die beiden evangelischen Kirchengemeinden Weilheim und Hepsisau, die beide im Bezirk Kirchheim der Württembergischen Landeskirche liegen. Die heutige Pfarrkirche in Weilheim wurde 1522 fertiggestellt, die aus einer Kapelle hervorgegangene Kirche in Hepsisau datiert ebenfalls aus dem frühen 16. Jahrhundert, besitzt aber erst seit 1846 eine eigene Pfarrei.
Die in der Nachkriegszeit verstärkt zugezogenen Katholiken gehören zur Gemeinde St. Franziskus, die seit 1958 eine eigene Pfarrei besitzt. Die Kirchengemeinde ist Bestandteil einer Seelsorgeeinheit des Dekanats Esslingen-Nürtingen.

### Einwohnerentwicklung
Die Einwohnerzahlen sind Volkszählungsergebnisse (¹) oder amtliche Fortschreibungen des Statistischen Landesamtes (nur Hauptwohnsitze).
| Datum                | Einwohner |
| -------------------- | --------- |
| 3. Dezember 1834 ¹   | 3.152     |
| 1. Dezember 1871 ¹   | 3.001     |
| 1. Dezember 1900 ¹   | 3.072     |
| 17. Mai 1939 ¹       | 3.242     |
| 13. September 1950 ¹ | 4.783     |
| 6. Juni 1961 ¹       | 6.521     |
| 27. Mai 1970 ¹       | 7.443     |
| 25. Mai 1987 ¹       | 8.145     |

| Jahr* | Einwohner |
| ----- | --------- |
| 1991  | 9.135     |
| 1995  | 9.366     |
| 2000  | 9.473     |
| 2005  | 9.670     |
| 2015  | 10.052    |
| 2020  | 10.351    |

## Politik

### Gemeinderat
Der Gemeinderat besteht aus den gewählten 19 ehrenamtlichen Gemeinderäten und dem Bürgermeister als Vorsitzendem. Der Bürgermeister ist im Gemeinderat stimmberechtigt. In Weilheim wird der Gemeinderat nach dem Verfahren der unechten Teilortswahl gewählt. Dabei kann sich die Zahl der Gemeinderäte durch Überhangmandate verändern. Die Kommunalwahl am 9. Juni 2024 führte zu folgendem Endergebnis.
| Parteien und Wählergemeinschaften | Parteien und Wählergemeinschaften                               | % 2024  | Sitze 2024 | % 2019  | Sitze 2019 | Kommunalwahl 2024 %403020100 32,57 %29,13 %23,33 %14,96 % FWUWVSBVBDFGewinne und Verlusteim Vergleich zu 2019 %p 4 2 0 −2 −4+2,08 %p+1,82 %p−0,08 %p−3,49 %pFWUWVSBVBDF |
| FWV                               | Freie Wählervereinigung Weilheim an der Teck                    | 32,57   | 6          | 30,49   | 6          | Kommunalwahl 2024 %403020100 32,57 %29,13 %23,33 %14,96 % FWUWVSBVBDFGewinne und Verlusteim Vergleich zu 2019 %p 4 2 0 −2 −4+2,08 %p+1,82 %p−0,08 %p−3,49 %pFWUWVSBVBDF |
| UWV                               | Unabhängige Wählervereinigung Weilheim an der Teck und Hepsisau | 29,13   | 6          | 27,31   | 5          | Kommunalwahl 2024 %403020100 32,57 %29,13 %23,33 %14,96 % FWUWVSBVBDFGewinne und Verlusteim Vergleich zu 2019 %p 4 2 0 −2 −4+2,08 %p+1,82 %p−0,08 %p−3,49 %pFWUWVSBVBDF |
| SBV                               | Soziale Bürgervereinigung Weilheim an der Teck                  | 23,33   | 4          | 29,74   | 4          | Kommunalwahl 2024 %403020100 32,57 %29,13 %23,33 %14,96 % FWUWVSBVBDFGewinne und Verlusteim Vergleich zu 2019 %p 4 2 0 −2 −4+2,08 %p+1,82 %p−0,08 %p−3,49 %pFWUWVSBVBDF |
| BDF                               | Bürgerdemokratische Fraktion Weilheim an der Teck               | 14,96   | 3          | 18,45   | 3          | Kommunalwahl 2024 %403020100 32,57 %29,13 %23,33 %14,96 % FWUWVSBVBDFGewinne und Verlusteim Vergleich zu 2019 %p 4 2 0 −2 −4+2,08 %p+1,82 %p−0,08 %p−3,49 %pFWUWVSBVBDF |
| Gesamt                            | Gesamt                                                          | 100     | 19         | 100     | 18         | Kommunalwahl 2024 %403020100 32,57 %29,13 %23,33 %14,96 % FWUWVSBVBDFGewinne und Verlusteim Vergleich zu 2019 %p 4 2 0 −2 −4+2,08 %p+1,82 %p−0,08 %p−3,49 %pFWUWVSBVBDF |
| Wahlbeteiligung                   | Wahlbeteiligung                                                 | 65,06 % | 65,06 %    | 61,48 % | 61,48 %    | Kommunalwahl 2024 %403020100 32,57 %29,13 %23,33 %14,96 % FWUWVSBVBDFGewinne und Verlusteim Vergleich zu 2019 %p 4 2 0 −2 −4+2,08 %p+1,82 %p−0,08 %p−3,49 %pFWUWVSBVBDF |

### Bürgermeister
- 1889–1916: Stadtschultheiß Scheu
- 1916–1937: Karl Schmid
- 1937–1972: Georg Kandenwein
- 1972–2009: Hermann Bauer (Freie Wähler)
- seit 1. April 2009: Johannes Züfle (parteilos)

Züfle wurde 2017 und 2025 wiedergewählt.

### Wappen und Flagge

Flagge der Stadt Weilheim an der Teck

| Wappen von Weilheim an der Teck | Blasonierung: „Unter dem goldenen Schildhaupt, belegt mit einer liegenden, schwarzen Hirschstange, in Silber ein blauer Schlüssel.“ |
| Wappen von Weilheim an der Teck | Wappenbegründung: Die Hirschstange – ein halbes Geweih – weist auf die Zugehörigkeit der Stadt zu Württemberg hin. Der Schlüssel erinnert an das Symbol des Patrons St. Peter der Peterskirche. Das älteste bekannte Siegel der Stadt stammt aus der Zeit der Stadtrechtsverleihung um 1319. Es zeigte damals nur den Schlüssel als Symbol des heiligen Petrus. Das aus dem württembergischen Wappen stammende Hirschgeweih wurde im 16. Jahrhundert hinzugefügt (bekannt seit 1535), obwohl die Stadt bereits 1334 an Württemberg gekommen war. Zunächst wurde das Geweih über dem Schlüssel gezeigt, seit 1639 separat im Schildhaupt. In seiner heutigen Form ist das Wappen seit etwa 1907 in Verwendung. |

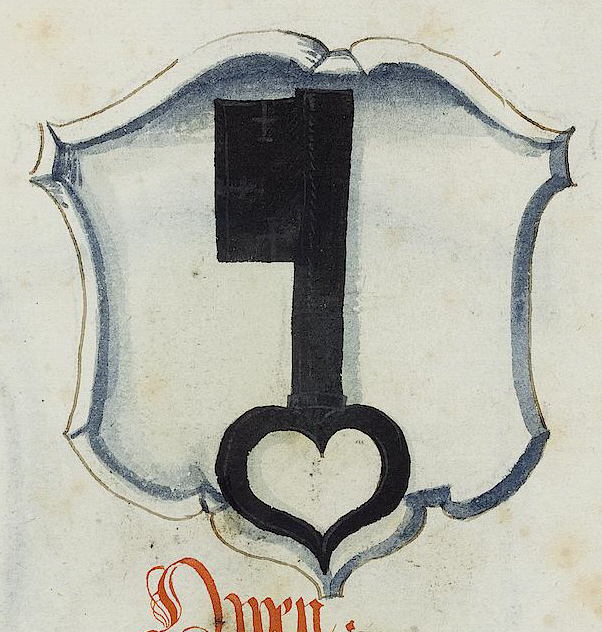
Das Wappen nach David Wolleber in der Chorographia Württemberg von 1591

Eine weiß-blaue Flagge wird mindestens seit Beginn des 20. Jahrhunderts amtlich geführt.

### Partnerschaften
Weilheim gehört mit den elf Stadtgründungen der Zähringer dem Bund der Zähringerstädte an. Zu Weilheim in Oberbayern bestehen freundschaftliche Beziehungen.

## Wirtschaft und Infrastruktur

### Verkehr

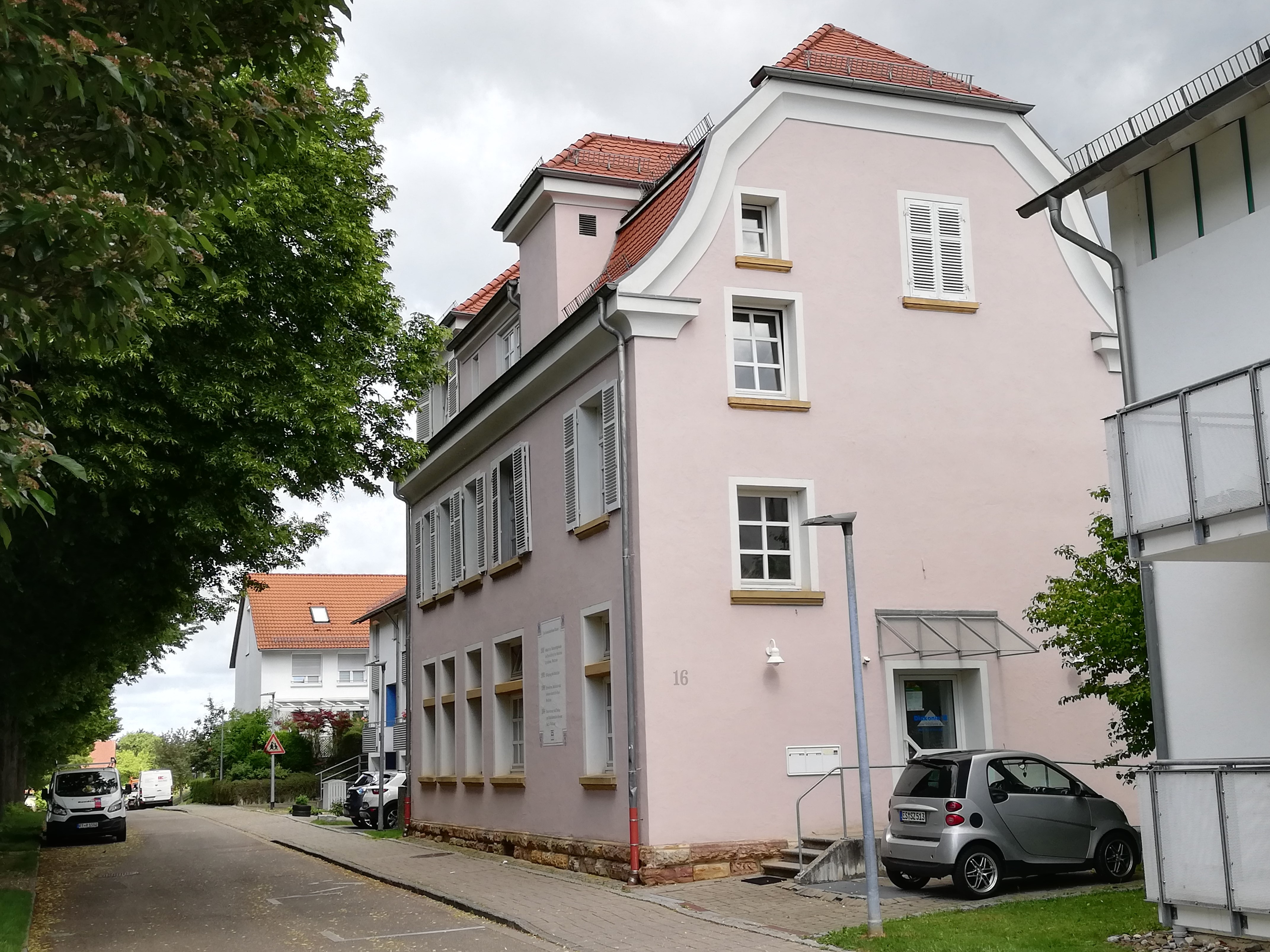
Ehemaliges Bahnhofsgebäude

Von Neidlingen im Südosten kommend und dem Lindachtal folgend durchquert die L 1200 Weilheim und führt weiter nach Kirchheim unter Teck im Nordwesten. Die L 1252 verbindet nach Westen mit Dettingen unter Teck, die L 1214 in Richtung Aichelberg bietet nach weniger als 2,5 km ab der Ortsmitte über die Auffahrt Aichelberg Anschluss an die A 8. Ebenso wie diese ersteigt die L 1213 ostwärts den Albtrauf und führt nach Gruibingen.
Am auf der Straße etwa 9 km entfernten Bahnhof von Kirchheim unter Teck haben die Weilheimer Anschluss an die Teckbahn. Bis 1982 hatte die Stadt über die Bahnstrecke Kirchheim (Teck) Süd–Weilheim (Teck) auch direkten Schienen-Anschluss. Die Strecke liegt seit 1994 still.
Über eine Alltagsradroute aus dem Radnetz Baden-Württemberg ist Weilheim mit Kirchheim unter Teck verbunden. Der Schwäbische-Alb-Radweg führt als Fernradweg durch Weilheim; er führt vom Bodensee nach Donauwörth. Auf derselben Strecke führt auch der Württemberger Tälerradweg durch die Stadt; insgesamt führt er von Crailsheim nach Ulm und weiter über Weilheim und Göppingen nach Schwäbisch Gmünd.

### Weinbau
Weilheim ist der südöstlichste Ausläufer des Weinanbaugebietes Württemberg, dessen Weilheimer Einzellage Schlosssteige zur Großlage Hohenneuffen im Bereich Remstal-Stuttgart gehört.

### Ansässige Unternehmen
In Weilheim sind Unternehmen im Bereich des Maschinen- und Werkzeugbau, Metall und Gummi verarbeitende Industrie, Herstellung von Sportgeräten (Trampoline) und Baumschulen.
- Zweirad Heilenmann GmbH, Fahrradfachgeschäft
- Dietrich GmbH, Bauunternehmen
- Kleinbach GmbH & Co KG, Küchenfachgeschäft aus Weilheim an der Teck
- FISCHER Weilheim GmbH & Co. KG, Erdarbeiten, Abbrucharbeiten und Transportarbeiten
- Ulmer Baumschulen, Baumschule
- Hans Fischer Transport GmbH, überregional tätiges Speditions- und Logistikunternehmen
- Wilhelm Kächele GmbH, führender Hersteller von Spezialgummis (u. a. für Erdölförderung) und Gummi-Metall-Verbindungen
- Kurt Hack GmbH (Eurotramp-Trampoline), Trampolin-Hersteller
- Fritz Wahl GmbH & Co. KG, Metzgerei
- Gemini GmbH, Schuhgeschäft
- Scholderbeck GmbH & Co. KG, Bio-Bäckerei
- Kesseböhmer Produktions GmbH & Co. KG, Metallverarbeitungsunternehmen
- CNC-Technik Ortlieb GmbH & Co.KG, Metallverarbeitungsunternehmen – im Bereich der zerspanenden Fertigung
- Behringer Eisele GmbH, Hersteller von Hochleistungs-Metallkreissägen (ein Unternehmen der Behringer-Gruppe)

### Bildungseinrichtungen
Neben der Realschule und der Grund- und Hauptschule mit Werkrealschule gibt es mit der Limburg-Schule auch eine reine Grundschule in der Stadt. Eine Förderschule rundet das Schulangebot ab. Die Gymnasiasten der Gemeinde beziehen die höheren Schulen in Kirchheim unter Teck. Weiterhin gibt es am Ort fünf städtische Kindergärten, den „Freien Kindergarten Weilheim e. V.“ und den Waldkindergarten Weilheim e. V.
Die in einem denkmalgeschützten Gebäude untergebrachte Stadtbücherei lieh 2012 knapp 142.000 Mal aus ihrem Bestand von 28.000 Medien aus. Ab 1. Juli 2013 wird das Angebot digital erweitert; für eingeschriebene Leser ist dann die „Onleihe“ möglich.

### Freizeit- und Sportanlagen
- Das Lindachstadion, Heimstätte des Turn- und Sportvereins Weilheim mit angrenzenden Tennis- und Fußballplätzen, einem Basketballfeld, einem Bikepark, und einer Skateranlage.
- Sportplatz Egelsberg (Bolzplatz)
- Bikepark Weilheim (Fahrradpark)
- Reitanlage (Egelsberg)

### Rad- und Wanderwege
Weilheim liegt unterhalb des Albsteigs (auch Schwäbische-Alb-Nordrand-Weg oder HW1), einem der beliebtesten Fernwanderwege Deutschlands, der entlang des Albtraufs von Donauwörth bis Tuttlingen verläuft, sowie des Alb-Crossings, einem Fernradweg geeignet für Mountainbiker oder Gravel-Biker, der in sechs Etappen von Aalen bis nach Tuttlingen führt.

## Kultur und Sehenswürdigkeiten

### Bauwerke
- Die Peterskirche mit reichhaltiger Ausstattung wurde 1489 im spätgotischen Stil erbaut und ist heute ein Kulturdenkmal. Sie ersetzte eine Kirche aus dem Jahr 1089.
- Kapuzinerhaus
- Bürgerhaus
- Backhaus, Lindachstraße 69
- Das Rathaus am Marktplatz wurde 1777 erbaut.
- Löwenscheuer, der erhaltene Südflügel des ehemaligen Schlosses Weilheim an der Teck

### Regelmäßige Veranstaltungen
- Städtlesfest, jedes Jahr am ersten Sonntag im Juli
- Dorffest in Hepsisau, jedes Jahr am ersten Sonntag im September
- Kirschenblütenfest im April
- Adventsmarkt, jedes Jahr am 2. Advent

### Naturdenkmäler
- Traubeneiche am Kinderwasen mit einem Brusthöhenumfang von 6,50 m (2015).[10]
- Bürle Aussichtspunkt, Egelsberg

## Kulinarische Spezialitäten
In Weilheim und Umgebung wird gerne der Bätscher gegessen, ein pizzaähnliches Gebäck, das mit einer Sauerrahmmischung beschichtet und mit Kümmel und Speckstücken garniert ist.

## Persönlichkeiten

### Ehrenbürger
- Christian Mali (1832–1906), Professor und Kunstmaler
- Emil Paillard (1859–1945), praktischer Arzt
- Georg Kandenwein, Bürgermeister von 1937 bis 1972
- Karl Gottlob Dreher (1886–1979), Rektor a. D., Autor des Heimatbuches Weilheim/Teck, einst und jetzt, Band I+II
- Hermann Bauer, Bürgermeister von 1972 bis 2009

### Söhne und Töchter der Stadt
- Friedrich von Gerok (1786–1865), Theologe, Generalsuperintendent von Ludwigsburg, Landtagsabgeordneter
- Max Ostermayer (1860–1942), Kaufmann und Ehrenbürger der Stadt Emmerich am Rhein
- Friedrich Bachofer (1861–1930), Kupferschmied, Gründer der Bachofer GmbH & Co. KG, die 2013 ihr 125-jähriges Bestehen feierte.[11][12]
- Ernst Ludwig Ostermayer (1868–1918), Maler und Fotograf
- Wilhelm Walther (1887–1961), Jurist, Präsident des Bayerischen Verfassungsgerichtshofes
- Richard Döcker (1894–1968), Architekt und Hochschullehrer
- August Hinderer (1877–1945), Theologe und Publizist
- Georg Emil Autenrieth (1900–1983), Chinamissionar und Hochschullehrer in Guangzhou
- Sabine Hirler (* 1961), Musikpädagogin, Musiktherapeutin, Autorin, Komponistin und Dozentin
- Jannik Steimle (* 1996), Radrennfahrer

### Persönlichkeiten, die vor Ort gewirkt haben
- Moritz Rugendas (1802–1858), Maler und Forschungsreisender, in Weilheim verstorben
- Josef Schwarz (1910–1985), Vertriebenenpolitiker (CDU), Landtagsabgeordneter, lebte in Weilheim und war hier auch Gemeinderat
- Martin Domke (1911–2005), der Künstler lebte und arbeitete in Hepsisau
- Gerhard Dreher (1924–2008), freischaffender bildender Künstler, lebte lange Zeit in Weilheim